# Ileopeltus spinosus
Ileopeltus spinosus är en insektsart som beskrevs av Delong 1945. Ileopeltus spinosus ingår i släktet Ileopeltus och familjen dvärgstritar. Inga underarter finns listade i Catalogue of Life.